# Baeza (Ecuador)
Baeza, también conocida como Muy noble y muy leal ciudad de Baeza del Espíritu Santo de la Nueva Andalucía, es una ciudad ecuatoriana; cabecera cantonal del Cantón Quijos, así como la cuarta urbe más grande y poblada de la Provincia de Napo. Se localiza al norte de la Región amazónica del Ecuador, asentada en el valle del río Quijos, en los flancos externos de la cordillera oriental de los Andes, en la orilla derecha de dicho río, a una altitud de 1914 m s. n. m. y con un clima lluvioso de 18 °C en promedio.
En el censo de 2010 tenía una población de 4026 habitantes, lo que la convierte en la centésima octogésima tercera ciudad más poblada del país. La ciudad forma parte de la pequeña Conurbación del Valle del Quijos, la cual está constituida además por ciudades y parroquias rurales cercanas. El conglomerado alberga a alrededor de 10 000 habitantes, y es la segunda conurbación de la provincia.
Fue fundada el 14 de mayo de 1559 sobre territorio de los quijos, por Gil Ramírez Dávalos. Durante los siglos XVI y XVII, fue uno de los poblados más importantes de la amazonía ecuatoriana, pero desde el siglo XVIII, perdió su hegemonía. Actualmente, es uno de los más importantes centros administrativos, económicos, financieros y comerciales del Valle del Quijos. Las actividades principales económicas de la ciudad son: la ganadería, la agricultura y el comercio.

## Historia

### Época prehispánica
Existen diversas hipótesis acerca del origen de los primeros habitantes de la zona, una de ellas afirma que provinieron de la amazonía brasileña, quienes, durante el periodo formativo, migraron hacia el oeste, aguas arriba por el río Amazonas y el Napo, estableciéndose entre los ríos Quijos, Coca y el alto Napo. Durante el periodo de desarrollo regional, aproximadamente en el 500 a. C. surge la cultura Cosanga-Píllaro, la cual se extiende también por territorios de las actuales provincias de Cotopaxi, Tungurahua y Pastaza. Al parecer esta cultura evoluciona localmente durante el periodo de integración, alrededor del 500 d. C., dando origen a la civilización de los quijos. 
Una vez consolidada su presencia en la zona, los quijos iniciaron un gran intercambio cultural y comercial con las civilizaciones cercanas de la amazonía, la región andina e incluso del litoral, pero principalmente, con los panzaleos y puruhás. Es así que su linaje se mezclaría con los nobles de otros señoríos étnicos del actual territorio ecuatoriano. Cuando, los siglos XII y XIV, se dio la conquista inca de las civilizaciones vecinas de la sierra, los quijos mantuvieron su independencia debido al desinterés de los conquistadores por la región amazónica, aunque se mantuvo una fluida relación comercial y cultural.

### Época colonial
Tras la fundación de Quito, motivada por la leyenda de El Dorado, se organiza la primera expedición hacia el este, liderada por Gonzalo Díaz de Pineda. La expedición partió de Quito en septiembre de 1538, descendiendo por territorio de los quijos, teniendo ciertos encuentros armados. Díaz de Pineda llegó hasta la zona de Sumaco y retornó a Quito tras un mes de exploración. La segunda expedición fue encabezada por Gonzalo Pizarro, quien invitó a Francisco de Orellana. Pizarro salió de Quito en diciembre de 1540 y fue alcanzado por Orellana en Sumaco. Debido a las circunstancias de la expedición, Pizarro y Orellana se separarían poco después; Pizarro terminó regresando a Quito, mientras Orellana descubrió el río Amazonas.
La colonización fue realizada por Gil Ramírez Dávalos, quien fundó la primera ciudad amazónica del actual territorio ecuatoriano: Baeza, el 6 de marzo de 1559. La población se convirtió en la sede de la nueva Gobernación de Quijos, desde la cual se extendió la colonización por la región. En 1563 Andrés Contero expande la colonización, al este y al sur. Bartolomé Marín, subalterno de Contero, fundó Archidona a principios de aquel año, a su vez Contero funda Ávila el 10 de marzo, a orillas del río Suno, seguida el 14 de agosto por la fundación de Alcalá del Río. Si bien las autoridades, sobre todo eclesiásticas, procuraban que la colonización se realice sin abusos a la población local, muchos de los colonizadores se excedían con los quijos, los cuales elevaban reclamos a las autoridades. A consecuencia de esto, en septiembre de 1576, la Gobernación de Quijos fue visitada por el oidor Diego de Ortegón, quien impuso sanciones y multas. En aquel año, también llegaron los dominicos, para ayudar con la evangelización de la región.
Debido a las sanciones impuestas, la explotación de varios colonizadores aumentó cuando el oidor se fue. Por tal motivo, los quijos organizaron una rebelión, en 1578. La rebelión inicia el 29 de noviembre cuando incendian y destruyen Ávila, continuando con Archidona. Desde Archidona, alcanzaron a avisar a Baeza, donde pidieron auxilio a Quito. En una asamblea, los caciques nombraron a Jumandy como líder. Es así que los quijos son vencidos en Baeza; Jumandy y los principales cabecillas de la rebelión fueron capturados, y ejecutados posteriormente en Quito. Ávila y Archidona fueron reconstruidas, y muchos de los colonizadores retomaron los abusos, por lo que los quijos, encabezados por un hijo de Jumandy, empezaron a planificar una nueva rebelión en 1590. No obstante, antes de ejecutar el levantamiento, fueron descubiertos. La represión y las enfermedades, diezmaron a los quijos, por lo que, tras el fallido intento de rebelión de 1590, muchos huyeron, principalmente al este. Es así que la civilización de los quijos desapareció como tal, a fines del siglo XVI, siendo la zona repoblada con otros grupos indígenas cercanos, como los cofanes y sionas, los cuales se mezclaron con los pocos quijos que aún quedaban. Es así que, los indígenas de la zona, pasaron a llamarse yumbos o alamas.
Para 1603 solo habitaban la región 15 509 habitantes, de los cuales casi la mitad vivía en Baeza. A inicios del siglo XVII, los franciscanos transitaron la zona, en su recorrido hacia las misiones de Sucumbíos y el bajo Napo. En 1638, los jesuitas tomaron la posta de los dominicos, estableciéndose en Archidona como base, desde la cual se extendían las misiones hasta el río Amazonas. A consecuencia de esto, Baeza pierde su hegemonía en la Amazonía y su progreso se estanca. En 1656, 40 000 indígenas de Baeza, Ávila y Archidona huyen hacia el este. Para 1680 empieza una serie de desastres que afectan a la Gobernación de Quijos; empezando este año con una epidemia que acaba con gran parte de la zona. En 1691, la Gobernación es afectada por la hambruna de la Real Audiencia de Quito, y en 1693 aparece una epidemia de sarampión. La misión jesuita es enfrentada y saboteada constantemente, por autoridades y colonos, debido a su defensa de los indígenas. Finalmente, los jesuitas fueron expulsados de la Gobernación en 1768. Aquello, sumado a las continuas epidemias y revueltas, terminaron de socavar el control colonial, por lo que el territorio quedó en una situación de abandono. Es por todo esto, que la evolución demográfica de Baeza en el siglo XVIII se estanca, teniendo como máximo (en el siglo XVIII) 20 habitantes, y quedando inclusive despoblada entre 1751 y 1766. Baeza culmina el siglo XVIII con apenas 2 habitantes, siendo todo el siglo, un sitio de paso.

### SigloXIX
La Real Cédula de 1802 puso a la Gobernación de Quijos bajo la jurisdicción civil de la Comandancia General de Maynas y eclesiástica del Obispado de Maynas. No obstante, debido a la gigantesca distancia entre Moyobamba, sede de la comandancia y el obispado, y las poblaciones de la zona, no hubo una efectiva presencia de autoridad civil, mientras el ámbito eclesiástico continuó regentado desde Quito. Es así que, tras el proceso independentista, la Ley de División Territorial de la Gran Colombia creó el Cantón Quijos, con el territorio de la antigua Gobernación. Dicho cantón fue integrado en la Provincia de Pichincha, la cual formaba parte del Departamento de Ecuador.

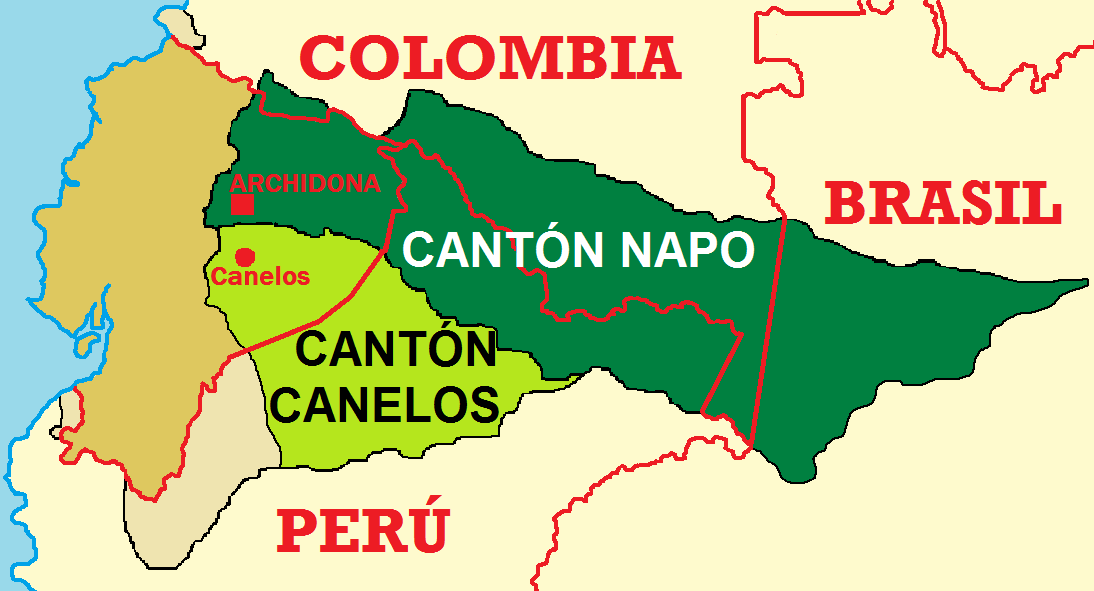
Provincia de Oriente en 1861.

La presencia estatal y eclesiástica fue muy limitada, manteniéndose esta situación, durante la Gran Colombia y la secesión de Ecuador, hasta la presidencia de Gabriel García Moreno. Baeza fue aumentando su escasa población lentamente. Fermín Inca, un indígena de Tumbaco, y su familia, realizan la tercera fundación de Baeza, en 1858. Por iniciativa del gobierno garciano, se expidió la Ley sobre División Territorial del 29 de mayo de 1861, en la que se creó la Provincia de Oriente, compuesta por los cantones Napo y Canelos, con capital en Archidona. El Cantón Napo abarcaba el territorio de la antigua Gobernación de Quijos. En 1875 llega una epidemia de viruela. A finales de este siglo, Eloy Alfaro empieza la construcción del camino de herradura Pifo-Papallacta-Baeza.

## Geografía
Se asienta sobre el valle del río Quijos, a una altitud de 1914 m s. n. m., en la Región amazónica del Ecuador, en el norte de la Provincia de Napo. Su clima en promedio es de 17 grados Celsius. Los ríos cercanos a la ciudad son el Quijos y el Machángara.
Baeza se encuentra en las ramificaciones de la zona oriental de la cordillera de los Andes. El relieve de la ciudad y sus alrededores ha sido afectado por movimientos sísmicos y por erupciones del Cotopaxi, Antisana, Reventador y Sumaco.

## Política
Territorialmente, la ciudad de Baeza está organizada en una sola parroquia urbana, mientras que existen 5 parroquias rurales con las que complementa el aérea total del Cantón Quijos. El término "parroquia" es usado en el Ecuador para referirse a territorios dentro de la división administrativa municipal.
La ciudad de Baeza y el cantón Quijos, al igual que las demás localidades ecuatorianas, se rige por una municipalidad según lo previsto en la Constitución de la República. El Gobierno Autónomo Descentralizado Municipal de Quijos, es una entidad de gobierno seccional que administra el cantón de forma autónoma al gobierno central. La municipalidad está organizada por la separación de poderes de carácter ejecutivo representado por el alcalde, y otro de carácter legislativo conformado por los miembros del concejo cantonal.
La Municipalidad de Quijos, se rige principalmente sobre la base de lo estipulado en los artículos 253 y 264 de la Constitución Política de la República y en la Ley de Régimen Municipal en sus artículos 1 y 16, que establece la autonomía funcional, económica y administrativa de la Entidad.

### Alcaldía
El poder ejecutivo de la ciudad es desempeñado por un ciudadano con título de Alcalde del Cantón Quijos, el cual es elegido por sufragio directo en una sola vuelta electoral sin fórmulas o binomios en las elecciones municipales. El vicealcalde no es elegido de la misma manera, ya que una vez instalado el Concejo Cantonal se elegirá entre los ediles un encargado para aquel cargo. El alcalde y el vicealcalde duran cuatro años en sus funciones, y en el caso del alcalde, tiene la opción de reelección inmediata o sucesiva. El alcalde es el máximo representante de la municipalidad y tiene voto dirimente en el concejo cantonal, mientras que el vicealcalde realiza las funciones del alcalde de modo suplente mientras no pueda ejercer sus funciones el alcalde titular.
El alcalde cuenta con su propio gabinete de administración municipal mediante múltiples direcciones de nivel de asesoría, de apoyo y operativo. Los encargados de aquellas direcciones municipales son designados por el propio alcalde. Actualmente el Alcalde de Quijos es el Ing. Edison Cueva, elegido para el periodo 2023 - 2027.

### Concejo cantonal
El poder legislativo de la ciudad es ejercido por el Concejo Cantonal de Quijos el cual es un pequeño parlamento unicameral que se constituye al igual que en los demás cantones mediante la disposición del artículo 253 de la Constitución Política Nacional. De acuerdo a lo establecido en la ley, la cantidad de miembros del concejo representa proporcionalmente a la población del cantón.
Quijos posee 5 concejales, los cuales son elegidos mediante sufragio (Sistema D'Hondt) y duran en sus funciones cuatro años pudiendo ser reelegidos indefinidamente. De los cinco ediles, 2 representan a la población urbana mientras que 3 representan a las 5 parroquias rurales. El alcalde y el vicealcalde presiden el concejo en sus sesiones. Al recién instalarse el concejo cantonal por primera vez los miembros eligen de entre ellos un designado para el cargo de vicealcalde de la ciudad.

## Turismo
En esta zona se fomenta el turismo mediante emprendimientos que ofrecen servicios  con altos niveles de calidad y permiten al visitante explorar todas las maravillas del cantón. La belleza natural no tiene comparación, sumada a su gente amable y una amplia historia que le convierte en el lugar ideal para disfrutar en las vacaciones.
- Reserva Etnobotánica “Cumandá”: Se ubica a 5 minutos al norte de Baeza, en el km. 104 de la vía Quito-Lago Agrio, al lado izquierdo del río Quijos. Tiene una extensión de 36,320 km², de los cuales 22,4 son bosque protector. Corresponde al bosque muy húmedo-premontano caracterizado por su abundante precipitación. Aquí viven: aliso, aguacatillo de monte, higuerón, motilón, nogal, porotón, la chontilla, palmito, vacacaspi y palma de ramos. Se puede encontrar iguanas, gallos de la peña, loros, tucán andino, pava de monte, ardillas y cuchucho. Entre las actividades turísticas que se pueden hacer están: la caminata, la fotografía y observación de flora y fauna y la cabalgata.[14]

- Granja Integral Municipal “Quijos”: Se ubica en la urbanización Nueva Andalucía, barrio Los Nogales al frente del estadio Julio Rodríguez Semper. Posee una extensión de 40 km². Las especies que viven en la granja son: lombrices, cuyes, chivos, capibaras, dantas y saínos. Dentro del lugar hay especies arbóreas, helicóneas, palmáceas, epífitas y orquídeas.[15]

- Baeza Antigua: Baeza antigua conserva una traza octogonal en su primer cuadro con el esquema clásico de composición de una plaza central donde a partir de ella se va repartiendo la parcelación del suelo con sus manzanas geométricas. Se compone de “36 casas de una y dos plazas construidas en madera (existen unas 4 de hormigón armado). Las variedades de madera más utilizadas son: zanco, ishpingo, cedro, espino, laurel, motilón, nogal y pinchimuyo, entre otras. Las casas se ubican en un entablado con pilotes, ligeramente separadas del suelo o en plataformas embaldosadas. Los elementos estructurales son de secciones cuadrangulares ensambladas con horizontales mediante espiga o media madera, y las "paredes" son de tabla o tablones de un solo canto, y en ocasiones como tabique. La mayoría exhibe balcones y áreas de estar directamente comunicados con el exterior. Interiormente la circulación o es a través de los ambientes que lo conforman o se sirve de un corredor central a donde desembocan los ingresos de los ambientes.

El tipo de actividad que sus moradores desarrolla hace que las casas en su generalidad sean dormitorios, por lo que carecen de local para cocina, obviamente en la que residen, este sitio se anexa o se desprende del núcleo. Son muy sencillas en su diseño espontáneo, con cuartos relativamente confortables.

## Transporte
El transporte público es el principal medio transporte de los habitantes de la ciudad y sus alrededores. La urbe posee un servicio de bus público en expansión, y es una de las pocas ciudades amazónicas que cuenta con uno. El sistema de bus no es amplio y está conformado por la empresa de transporte "Valle del Quijos". La tarifa del sistema de bus va desde 0,30 USD (según la distancia del destino), con descuento del 50% a grupos prioritarios (menores de edad, adultos mayores, discapacitados, entre otros). 
Gran parte de las calles de la ciudad están asfaltadas o adoquinadas, aunque algunas están desgastadas y el resto de calles son lastradas, principalmente en los barrios nuevos que se expanden en la periferia de la urbe.

### Avenidas importantes
- Principal
- Río Oyacachi
- Padre Pedro Porras

## Educación
La ciudad cuenta con buena infraestructura para la educación, tanto pública como privada. La educación pública en la ciudad, al igual que en el resto del país, es gratuita hasta la universidad (tercer nivel) de acuerdo a lo estipulado en el artículo 348 y ratificado en los artículos 356 y 357 de la Constitución Nacional. La ciudad está dentro del régimen Sierra por lo que sus clases inician los primeros días de septiembre y luego de 200 días de clases se terminan en el mes de julio.

## Economía
La actividad económica principal del cantón Quijos es la ganadería, con la producción de leche; en segundo lugar la agricultura, huertas familiares, huertas escolares, con cultivos de ciclo corto, bajo invernaderos. El comercio es una actividad poco desarrollada debido a varias causas como: centros poblados muy pequeños, la proximidad de la capital de la República, la ausencia de zonas industriales, ya que la leche se llevan a la provincia de Pichincha hacia las fábricas de lácteos.

### Principales productos
- Tomate de árbol
- Tomate riñón
- Pastos
- Producción de Lácteos
- Naranjilla
- Piscicultura

## Medios de comunicación
La ciudad posee una red de comunicación en continuo desarrollo y modernización. En la ciudad se dispone de varios medios de comunicación como prensa escrita, radio, televisión, telefonía, Internet y mensajería postal.
- Telefonía: Si bien la telefonía fija se mantiene aún con un crecimiento periódico, esta ha sido desplazada muy notablemente por la telefonía celular, tanto por la enorme cobertura que ofrece y la fácil accesibilidad. Existen 3 operadoras de telefonía fija, CNT (pública), TVCABLE y Claro (privadas) y cuatro operadoras de telefonía celular, Movistar, Claro y Tuenti (privadas) y CNT (pública).

- Radio: En la localidad existe una gran cantidad de sistemas radiales de transmisión nacional y local, e incluso de provincias y cantones vecinos.

- Medios televisivos: La mayoría de canales son nacionales, aunque se ha incluido canales locales recientemente. El apagón analógico se estableció para el 31 de diciembre de 2023.[18]

## Deporte
La Liga Deportiva Cantonal de Quijos es el organismo rector del deporte en todo el Cantón Quijos y por ende en la urbe se ejerce su autoridad de control. El deporte más popular en la ciudad, al igual que en todo el país, es el fútbol, siendo el deporte con mayor convocatoria. Actualmente, no existe ningún club baezeño activo en el fútbol profesional ecuatoriano. Al ser una localidad pequeña en la época de las fundaciones de los grandes equipos del país, Baeza carece de un equipo simbólico de la ciudad.
El principal recinto deportivo para la práctica del fútbol es el Estadio Julio Rodríguez. Es usado mayoritariamente para la práctica del fútbol y tiene capacidad para 800 espectadores. El estadio es sede de distintos eventos deportivos a nivel local, así como es escenario para varios eventos de tipo cultural, especialmente conciertos musicales.